# Qualifications de la zone Amériques pour la Coupe du monde de rugby à XV 2007
Navigation
Qualifications Coupe du monde 2003 Qualifications Coupe du monde 2011
Les qualifications de la zone Amériques pour la Coupe du monde de rugby à XV 2007 se disputent sur quatre tours du 28 mai 2005 au 7 octobre 2006. Les trois premiers du tour final sont qualifiés pour la Coupe du monde, tandis que le quatrième joue un barrage contre le vainqueur de l’affrontement entre le quatrième de la Zone Europe et le deuxième de la Zone Afrique.

## Tour 1

### Match préliminaire
Sainte-Lucie est qualifiée pour le premier tour.
- Sainte-Lucie 36 - 25 Saint-Vincent-et-les-Grenadines

### Tour 1a - Tournoi des Caraïbes

#### Poule Sud
La Barbade est qualifiée pour un match de barrage contre le vainqueur de la Poule Nord.
| Pays              | J | V | N | D |
| ----------------- | - | - | - | - |
| Barbade           | 3 | 3 | 0 | 0 |
| Guyana            | 3 | 2 | 0 | 1 |
| Trinité-et-Tobago | 3 | 1 | 0 | 2 |
| Sainte-Lucie      | 3 | 0 | 0 | 3 |

- 08/08/2005 : Guyana 17 - 27 Barbade
- 08/08/2005 : Sainte-Lucie 0 - 82 Trinité-et-Tobago
- 10/08/2005 : Guyana 97 - 0 Sainte-Lucie
- 10/08/2005 : Barbade 25 - 13 Trinité-et-Tobago
- 13/08/2005 : Barbade 81 - 0 Sainte Lucie
- 13/08/2005 : Guyana 29 - 21 Trinité-et-Tobago

#### Poule Nord
Les Bahamas sont qualifiés pour un match de barrage contre le vainqueur de la Poule Sud.
| Pays         | J | V | N | D |
| ------------ | - | - | - | - |
| Bahamas      | 3 | 2 | 0 | 1 |
| Îles Caïmans | 3 | 2 | 0 | 1 |
| Jamaïque     | 3 | 1 | 1 | 1 |
| Bermudes     | 3 | 0 | 1 | 2 |

- 05/06/2005 : Jamaïque 10 - 10 Bermudes
- 05/06/2005 : Bahamas 23 - 12 Îles Caïmans
- 08/06/2005 : Îles Caïmans 18 - 8 Jamaïque
- 08/06/2005 : Bermudes 15 - 24 Bahamas
- 11/06/2005 : Îles Caïmans 12 - 6 Bermudes
- 11/06/2005 : Bahamas 3 - 5 Jamaïque

#### Finale Tournoi des Caraïbes (match de barrage)
La Barbade est qualifiée pour le Tour 3b.
- 01/10/2005 Barbade 52 - 3 Bahamas

### Tour 1b
Le Brésil est qualifié pour le Tour 2.
| Pays      | J | V | N | D |
| --------- | - | - | - | - |
| Brésil    | 3 | 3 | 0 | 0 |
| Venezuela | 3 | 2 | 0 | 1 |
| Pérou     | 3 | 1 | 0 | 2 |
| Colombie  | 3 | 0 | 0 | 3 |

- 10/10/2004 : Brésil 73 - 3 Pérou
- 13/10/2004 : Brésil 74 - 0 Colombie
- 16/10/2004 : Pérou 15 - 10 Colombie
- 06/11/2004 : Pérou 22 - 32 Venezuela
- 13/11/2004 : Colombie 27 - 31 Venezuela
- 20/11/2004 : Venezuela 5 - 11 Brésil

## Tour 2
Le Chili est qualifié pour le Tour 3a.
| Pays     | J | V | N | D |
| -------- | - | - | - | - |
| Chili    | 2 | 2 | 0 | 0 |
| Paraguay | 2 | 1 | 0 | 1 |
| Brésil   | 2 | 0 | 0 | 2 |

- 02/10/2005 : Paraguay 47 - 8 Brésil
- 08/10/2005 : Chili 38 - 22 Paraguay
- 13/10/2005 : Brésil 13 - 57 Chili

## Tour 3
Le Canada ainsi que l'Argentine sont directement qualifiés pour la Coupe du monde. L'Uruguay et les États-Unis sont reversés au Tour 4.

### Poule A
| Rang | Équipe    | Pts | J | G | N | P | Bp | Bc  | Diff |
| ---- | --------- | --- | - | - | - | - | -- | --- | ---- |
| 1    | Argentine |     | 2 | 2 | 0 | 0 | 86 | 13  | +73  |
| 2    | Uruguay   |     | 2 | 1 | 0 | 1 | 43 | 41  | +2   |
| 3    | Chili     |     | 2 | 0 | 0 | 2 | 28 | 103 | -75  |

- 01/07/2006 : Chili 13 - 60 Argentine
- 08/07/2006 : Argentine 26 - 0 Uruguay
- 22/07/2006 : Uruguay 43 - 15 Chili

### Poule B
| Rang | Équipe     | Pts | J | G | N | P | Bp  | Bc  | Diff |
| ---- | ---------- | --- | - | - | - | - | --- | --- | ---- |
| 1    | Canada     |     | 2 | 2 | 0 | 0 | 125 | 10  | +115 |
| 2    | États-Unis |     | 2 | 1 | 0 | 1 | 98  | 56  | +42  |
| 3    | Barbade    |     | 2 | 0 | 0 | 2 | 3   | 160 | -157 |

- 24/06/2006 : Barbade 3 - 69 Canada
- 01/07/2006 : États-Unis 91 - 0 Barbade
- 12/08/2006 : Canada 56 - 7 États-Unis

## Tour 4
Les États-Unis sont qualifiés pour la Coupe du monde. L'Uruguay est reversé en match de barrage.
| Équipe 1   | Résultat | Équipe 2 | Aller   | Retour |
| ---------- | -------- | -------- | ------- | ------ |
| États-Unis | 75 - 20  | Uruguay  | 42 - 13 | 33 - 7 |